# Беремицьке
Бере́мицьке — село в Україні, у Остерській міській громаді Чернігівського району Чернігівської області. Населення становить 36 осіб. До 2020 орган місцевого самоврядування — Остерська міська рада.

## Населення

### Мова
Розподіл населення за рідною мовою за даними перепису 2001 року:
| Мова       | Кількість | Відсоток |
| ---------- | --------- | -------- |
| українська | 60        | 96.77%   |
| російська  | 2         | 3.23%    |
| Усього     | 62        | 100%     |

## Історія
За описом Київського намісництва 1781 року в "деревне Беремицкой" 10 хат (всі козацькі).
За даними на 1859 рік у козацькому селі Беремицькі (Беремицький, Замовщина) Остерського повіту Чернігівської губернії мешкало 73 особи (36 чоловічої статі та 37 — жіночої), налічувалось 10 дворових господарств. 1901 року - 96 осіб.
12 червня 2020 року, відповідно до розпорядження Кабінету Міністрів України № 730-р «Про визначення адміністративних центрів та затвердження територій територіальних громад Чернігівської області», увійшло до складу Остерської міської громади.
19 липня 2020 року, в результаті адміністративно - територіальної реформи та ліквідації колишнього Козелецького району, село увійшло до складу новоутвореного Чернігівського району Чернігівської області.

## Відомі люди
- Іваненко Костянтин Пилипович (нар. 1932) — український медик. Полковник медичної служби. Заслужений лікар України.

## Цікаві факти
Поблизу села знаходиться парк природи «Беремицьке». Займає територію більше ста гектарів та огороджений по периметру, є містки, магазин сувенірів та оглядова вежа. А ще там є міні зоопарк та музей котів. Є будинки для відпочинку, та шляхи турів.  